# Keziah Jones
Keziah Jones, pseudonimo di Olufemi Sanyaolu (Lagos, 10 gennaio 1968), è un cantautore nigeriano.

## Discografia
- 1992 - Blufunk Is a Fact
- 1995 - African Space Craft
- 1999 - Liquid Sunshine
- 2003 - Black Orpheus
- 2004 - Black Orpheus Limited Edition
- 2004 - Rhythm Is Love - Best Of
- 2008 - Nigerian Wood
- 2013 - Captain Rugged